# Кордильера-Реаль
Кордильера-Реаль (исп. Cordillera Real) — горный хребет в Андах Боливии, расположенный к востоку от озера Титикака. В Кордильере-Реаль Боливии продолжаются структуры Кордильеры-Реаль Эквадора.
Характерны альпийские формы рельефа. Высота гор до 6439 м — вершина Ильимани, но многие отдельные горы точно не измерены: к примеру, оценка высоты Чачакумани может варьировать на 200 метров. Сложен преимущественно кристаллическими сланцами. Сильно рассечён реками бассейна реки Бени.
На севере и юге Кордильера-Реаль находятся ледники, горы Анкоума, Ильямпу, Уайна-Потоси.